# Faux-étai
Un faux-étai ou étai largable est un hauban amovible allant du mât  vers l'avant. Il permet de gréer un foc de brise ou une trinquette, le génois étant alors totalement enroulé. Il se fixe sur le pont à l'aide d'un palan ou d'un croc-pélican.
Son point d'ancrage en haut du mât assez près du capelage de l'étai principal permet de se passer de bastaque.